# Irmhild Bärend
Irmhild Bärend (* 14. April 1939 in Berlin; † 24. August 2022) war eine deutsche Journalistin, Redakteurin, Autorin und langjährige Geschäftsführerin des „Geschenke der Hoffnung e.V.“

## Leben und Wirken

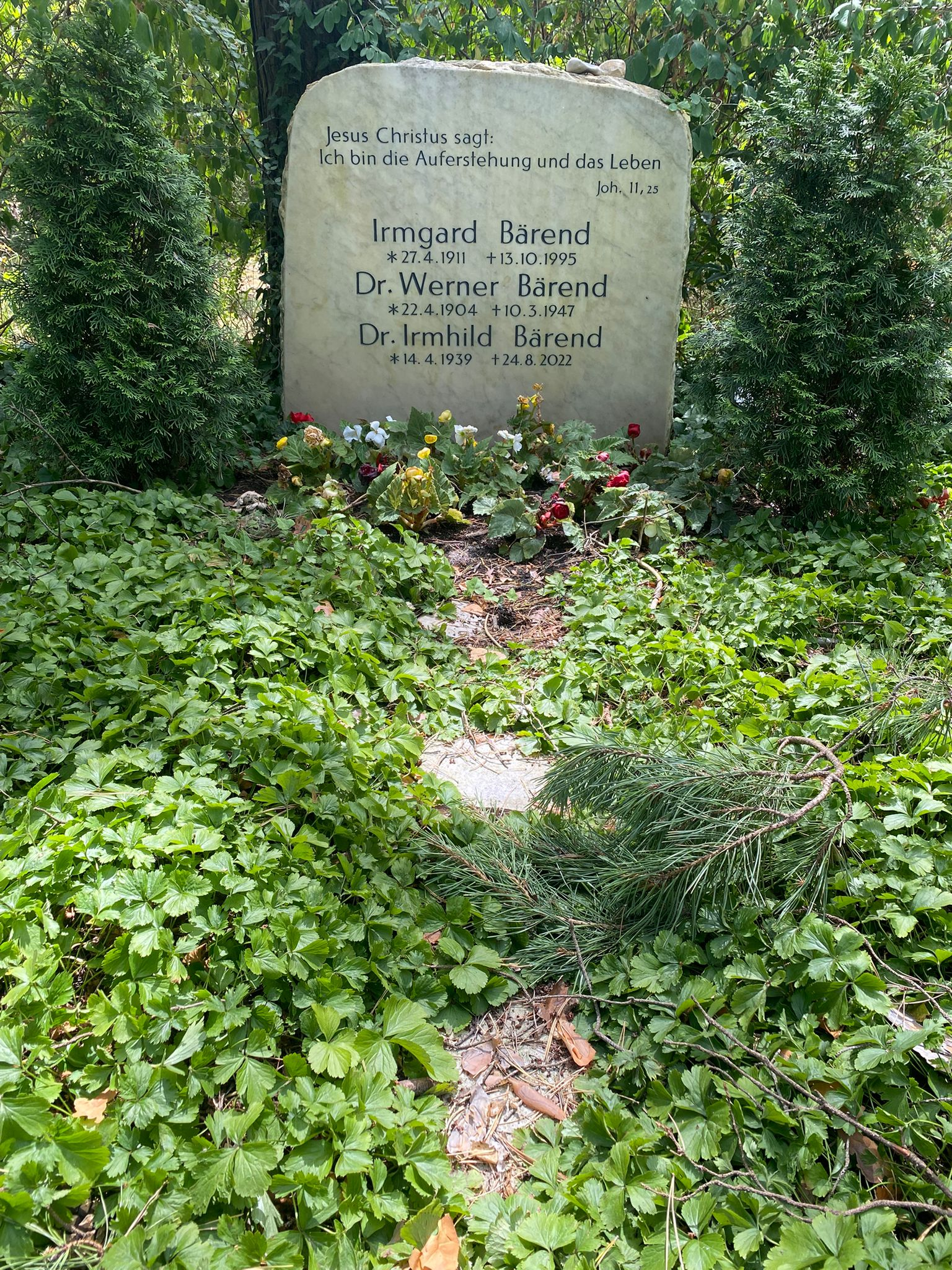
Grabstätte auf dem Waldfriedhof Zehlendorf

Irmhild Bärend studierte Germanistik und Philosophie an der Humboldt-Universität zu Berlin und der Eberhard Karls Universität Tübingen. In Berlin promovierte sie 1969 mit der Dissertation über Das Bibelzitat als Strukturelement im Werk Wilhelm Raabes. Danach arbeitete sie als Redakteurin der Zeitschrift „contrapunkt“ beim Evangelischen Jugend- und Missionswerk MBK in Bad Salzuflen und ab 1974 beim deutschen Zweig der internationalen Billy Graham Evangelistic Association in Berlin, der seit 2019 den Namen Samaritan’s Purse – Die barmherzigen Samariter trägt. Dort war sie Chefredakteurin der Zeitschrift „Entscheidung“ und bis ins hohe Alter Mitglied des Aufsichtsrates. Inspiriert von Franklin Grahams Hilfsaktion „Operation Christmas Child“ führte sie das Projekt 1996 als „Weihnachten im Schuhkarton“ in Deutschland ein und war danach bis 2004 Geschäftsführende Direktorin des „Geschenke der Hoffnung e.V.“
Schon früh fand sie durch den Gründer der Fackelträger, W. Ian Thomas, zum Glauben. Fünf Wochen vor ihrem Ruhestand stürzte sie im November 2004 in ihrer Wohnung in Berlin so schwer, dass sie seither vom Hals abwärts gelähmt war.
Irmhild Bärend starb Ende August 2022 im Alter von 83 Jahren. Ihre letzte Ruhestätte fand sie auf dem Waldfriedhof Zehlendorf (Feld 018).

## Auszeichnungen
2005 wurde Bärend für ihr herausragendes christliches und soziales Engagement mit dem Bundesverdienstkreuz ausgezeichnet.

## Veröffentlichungen
- Das Bibelzitat als Strukturelement im Werk Wilhelm Raabes (zugl. Dissertation, Philosophische Fakultät der Humboldt-Universität zu Berlin), Berlin 1969.
- Ich schöpfe das Meer aus, Hänssler, Neuhausen 1990, ISBN 978-3-7751-1461-5.
  - Kimerem a tengert (ungarisch), Evangéliumi K., Budapest 1997, ISBN 963-9012-39-4.
- Küsse den Morgen, SCM Hänssler, Holzgerlingen 2002, ISBN 978-3-7751-3011-0.
- Mein Rollstuhl hat Flügel, SCM Hänssler, Holzgerlingen 2010, ISBN 978-3-7751-4705-7.
- Trost in schweren Tagen, mediaKern, Friesenheim 2012, ISBN 978-3-8429-4019-2.
- In meinen Träumen kann ich laufen. Briefe aus meinem zweiten Leben, Brunnen-Verlag, Gießen 2013, ISBN 978-3-7655-5462-9.

als Herausgeber
- Das bist du!, Brockhaus, Wuppertal 1974, ISBN 978-3-417-00469-4.
- Ich bin unterwegs, Kiefel, Wuppertal 1974, 5. Auflage 1981, ISBN 978-3-7811-0139-5.
- Ein Stück vom Regenbogen, Kiefel, Wuppertal 1982, ISBN 978-3-7811-0271-2.
- Ist es Liebe?, Hänssler, Neuhausen 1987, ISBN 978-3-7751-1120-1.
- Als ich ganz unten war ...: Hoffnung für Krisenzeiten, Hänssler, Neuhausen 1988, ISBN 978-3-7751-1245-1.